# Guillaume de Fonclare
Guillaume Jacques Sullian de Riols de Fonclare dit Guillaume de Fonclare, né le 7 juin 1968 à Pau, est un écrivain, chroniqueur et romancier français.

## Biographie
Né à Pau, Guillaume de Fonclare a passé son enfance à Combovin dans la Drôme et, à partir de 1976, à Lambesc, près d’Aix-en-Provence.
En 1978, il perd son père, pilote d’essai à l'Aérospatiale, dans un accident d'hélicoptère,. Très marqué par cet évènement, Guillaume de Fonclare déclara Aujourd’hui, j’exprime à ma façon tout ce qui a été pensé alors, car pour être à la hauteur de mon père, j’ai développé un système très abouti d’introspection, à la recherche des sentiments qui ne seraient pas en harmonie avec la rude condition de cet homme hors norme. Bien sûr et fort heureusement, cette volonté de maîtrise et de perfection n’a pas résisté au temps, mais j’en ai gardé certainement une capacité à lire et à déchiffrer certaines émotions, que j’essaie de restituer aujourd’hui. Sa mère, l'écrivaine Yvette de Fonclare réside toujours à Lambesc.
En 1993, il obtient une maîtrise d'histoire à l'université de Provence, à Aix-en-Provence, et un DESS en gestion de l'entreprise à l'école supérieure de commerce de Marseille (devenue Euromed Management en 2002, puis Kedge Business School en 2012). En 1995, il quitte la Provence pour la Picardie, en raison de choix professionnels.
Depuis 2004, il souffre d'une maladie génétique - un syndrome d'Ehlers-Danlos de type classique - qui l'a rendu peu à peu invalide,.
En 2006, il devient directeur de l’Historial de la Grande Guerre, à Péronne, dans la Somme, expérience marquante qu'il raconte dans un récit biographique, Dans ma peau. Pour raisons de santé, il quitte l'Historial fin  2010,, et il se consacre dès lors entièrement à l'écriture. Il reçoit, cette année-là, le prix Essai France Télévisions, le prix Jacques-de-Fouchier remis par l'Académie française, et le prix Paroles de patients.
En 2013, il publie un second récit, Dans tes pas, consacré à son meilleur ami, suicidé sur son lieu de travail, et en 2014, un récit biographique, Joë, sur le poète Joë Bousquet, qui reçoit en 2016 le Prix Écritures et Spiritualités.
En 2017, il publie son premier roman, Garbo, tiré de la vie de l'espion Joan Pujol Garcia.
En janvier 2019, il publie un quatrième récit, Ce nom qu'à Dieu ils donnent, histoire de son itinéraire spirituel lors d'une résidence d'écrivain dans le Quercy.
En février 2019, il sort un roman court, fable qui mêle fantastique et réalisme documenté, Le Bel Obus, aux Éditions Cours toujours (Coll. La Vie rêvée des choses).
Entre octobre 2019 et juin 2021, il est chroniqueur au journal La Croix, proposant sa vision de l'actualité dans le journal du lundi.
En mars 2020, il quitte la Picardie et regagne Salon-de-Provence, où il réside désormais avec sa famille.

## Œuvres
- Dans ma peau (récit), Paris, éditions Stock, collection La bleue , 2010[10],[11],[12],[13], prix Essai France Télévisions 2010 ; prix Jacques-de-Fouchier 2010 décerné par l'Académie française ; prix Jean Bernard 2010 décerné par l'Académie de Médecine ; prix Paroles de patients 2010 décerné par Les Entreprises du médicament.
- Dans tes pas (récit), Paris, éditions Stock, collection La bleue, 2013[14],[15].
- Joë (récit), Paris, éditions Stock, collection La bleue, 2014, prix Ecriture & Spiritualité 2016[16].
- Garbo (roman), Paris, éditions Stock, collection La bleue, 2017.
- Ce nom qu'à Dieu ils donnent (récit), Paris, éditions Stock, collection La bleue, 2019[17],[18],[19].
- Le bel obus (roman), Epaux-Bézu, éditions Cours Toujours, collection La vie rêvées des choses, 2019.
- Une foi inaccomplie (essai), Paris, éditions Bayard, collection J'y crois, 2022.